# Josh Andrés Rivera
Josh Andrés Rivera (* 1. Mai 1995 in New York City) ist ein US-amerikanischer Schauspieler.

## Karriere
Josh Andrés Rivera wurde im Mai 1995 in New York City geboren. Als Jugendlicher begann Rivera seine Karriere im Musiktheater. Er begann am Ithaca College Theatre Arts zu studieren und spielte dort neben Brianne Wylie in dem Stück Dogfight. Von März 2017 bis Ende Dezember 2018 war er Teil der ersten Nationalen-Tour des Musicals Hamilton, in dem er die Rolle John Laurens respektiv Hercules Mulligan verkörperte.
Sein Schauspieldebüt gab Rivera 2021 an der Seite von Ansel Elgort und Rachel Zegler in Steven Spielbergs Musicalfilm West Side Story als Chino.
Rivera spielte 2023 die Rolle des Sejanus Plinth in der Verfilmung des Romanes Die Tribute von Panem X – Das Lied von Vogel und Schlange von Suzanne Collins.

## Filmografie (Auswahl)
- 2021: West Side Story
- 2023: Cat Person
- 2023: Die Tribute von Panem – The Ballad of Songbirds and Snakes (The Hunger Games: The Ballad of Songbirds and Snakes)